# Marina Bastos
Marina Bastos Rodrigues (Branca, Albergaria-a-Velha, 7 de Julho de 1971) é uma atleta profissional portuguesa.
Começou a correr na Jobra, associação cultural e desportiva da Branca. 

## Clubes
- Jobra
- Sporting Clube de Portugal
- Conforlimpa
- Maratona Clube Maia - 1992/1993
- Pasteleira (Porto) - 1995/-
- Maratona - 1999
- Pasteleira (Porto) - -/2006
- Sporting Clube de Braga - -/2007
- Boavista 2007/2007
- Adercus-Recer - 2007/-
- Sportzone

## Alguns títulos que ganhou
- Volta a Paranhos (2001)
- Corrida 1º de Maio em Lisboa (2002)
- 5ª Corrida do Castelo (2002)
- S. Silvestre do Porto (2002)
- Grande Prémio de Queluz (2003)
- Grande Prémio do Natal (2003)
- Campeã da Europa de Estrada – individual e equipas (2004)
- Corrida do Castelo (2005)
- Grande Prémio de Cortegaça (2006)
- Circuito de Milhas (2007)